# ماهیچه نواری
ماهیچه نواری (gracilis muscle) داخلی‌ترین ماهیچه ناحیه داخلی ران است. عضله‌ای سطحی و نازک است که عملکرد آن، نزدیک کردن ران و خم کردن زانو است. نام‌های دیگر این ماهیچه عبارتند از: عضله راست داخلی ران، ماهیچه نازک، و عضله گراسیلیس (Gracilis muscle).
ماهیچه نواری از کناره زیرین شاخه نشیمنگاهی‌شرمگاهی (ایسکیوپوبیک) و شرمگاهی (پوبیس) به ناحیه پنجه غاز درشت‌نی (تیبیا) کشیده می‌شود.
عصب: از شاخه قدامی عصب سدادی (عصب ابتوراتور) می‌باشد.

## ساختار
این ماهیچه با یک زردپی پهن نازک از لبه‌های قدامی نیمه پایینی التصاق شرمگاهی و نیمه بالایی قوس شرمگاهی منشأ می‌گیرد.
الیاف ماهیچه به صورت عمودی به سمت پایین حرکت می‌کنند و در یک تاندون گرد به پایان می‌رسند. این تاندون از پشت کوندیل داخلی استخوان ران عبور می‌کند، به دور کوندیل (لقمه) داخلی درشت‌نی می‌چرخد، جایی که صاف می‌شود و به قسمت بالایی سطح داخلی تنه استخوان درشت‌نی، زیر کوندیل، متصل می‌شود. به همین دلیل، این ماهیچه یک نزدیک‌کننده اندام تحتانی است. در محل اتصال آن، تاندون بلافاصله بالای تاندون ماهیچه نیم‌وتری قرار دارد و لبه بالایی آن توسط تاندون ماهیچه خیاطه همپوشانی دارد که به آن متصل می‌شود و پنجه غازی را تشکیل می‌دهد. پنجه غازی توسط یک بورس (کیسه) از رباط جانبی داخلی مفصل زانو جدا می‌شود.
تعداد کمی از الیاف قسمت پایینی تاندون به نیام عمقی ساق پا کشیده می‌شوند.

## روابط
از طریق سطح داخلی یا سطحی خود، ماهیچه نواری با نیام پهن و در پایین با ماهیچه خیاطه و عصب صافن داخلی مرتبط است. سیاهرگ صافن بزرگ از روی آن عبور می‌کند و به صورت سطحی روی فاسیا لاتا قرار دارد.
از طریق سطح بیرونی یا عمقی خود با ماهیچه نزدیک‌کننده دراز، ماهیچه نزدیک‌کننده کوتاه و ماهیچه نزدیک‌کننده بزرگ و رباط جانبی داخلی مفصل زانو مرتبط است که توسط یک بورس زُلاله‌ای (سینوویال) مشترک با تاندون‌های ماهیچه نواری و ماهیچه نیم‌وتری از آن جدا می‌شود.

## عصب‌دهی
عصب ابتوراتور عضله نواری را از طریق مهره‌های کمری عصب‌دهی می‌کند.

## کارکرد
این ماهیچه ران را نزدیک می‌کند، به صورت داخلی می‌چرخاند (با خم شدن ران)، به صورت جانبی می‌چرخاند و خم می‌کند، و همچنین به خم شدن زانو کمک می‌کند.

## اهمیت بالینی
ماهیچه نواری معمولاً به عنوان یک فلپ در جراحی میکروسکوپی استفاده می‌شود. طبق طبقه‌بندی Mathes و Nahai، این ماهیچه خون‌رسانی از نوع II را نشان می‌دهد که به آن اجازه می‌دهد روی سرخرگ خود که از سرخرگ چرخشی داخلی ران مشتق شده است، منتقل شود. این شریان حدود ۱۰ سانتی‌متر از سمفیز پوبیس وارد عضله می‌شود. در این نقطه (یا ۱ سانتی‌متر پروگزیمال)، عصب نیز وارد می‌شود.
ماهیچه نواری به‌طور گسترده در جراحی ترمیمی (گراسیلوپلاستی) استفاده می‌شود، چه به عنوان فلپ پایه‌دار و چه به عنوان فلپ میکروسکوپی آزاد. هر دو فلپ پایه‌دار و آزاد می‌توانند عضلانی یا عضلانی-جلدی باشند (فلپ‌های به اصطلاح "کامپوزیت"). به عنوان یک فلپ پایه‌دار، ماهیچه نواری را می‌توان در بازسازی میان‌دوراه و واژن، پس از جراحی انکولوژیک، در درمان فیستول‌های آنوواژینال و رکتوواژینال عودکننده و همچنین در پوشش بسته عصبی عروقی پس از جراحی عروقی استفاده کرد.
به عنوان یک فلپ پایه دار عمل‌کننده، ماهیچه نواری را می‌توان برای درمان بی‌اختیاری مقعد منتقل کرد. این تکنیک که گراسیلوپلاستی نامیده می‌شود، در دهه ۱۹۵۰ توسط Pickrell توصیف شد و در اواخر دهه ۱۹۸۰ با معرفی تحریک الکتریکی مزمن عضله متحول شد. فلپ آزاد میکروسکوپی نواری معمولاً در بازسازی اندام‌های فوقانی و تحتانی، در بازسازی سینه و - به عنوان یک فلپ آزاد عملکردی - برای بازگرداندن عملکرد ساعد یا در بازسازی دینامیک فلج صورت استفاده می‌شود.

## محل‌های پیوند
این ماهیچه ممکن است برای ترمیم عضلات صورت و همچنین برای ترمیم عضلات دست تقسیم شود. می‌توان از آن برای ایجاد یک اسفنکتر خارجی استفاده کرد.

## نگارخانه

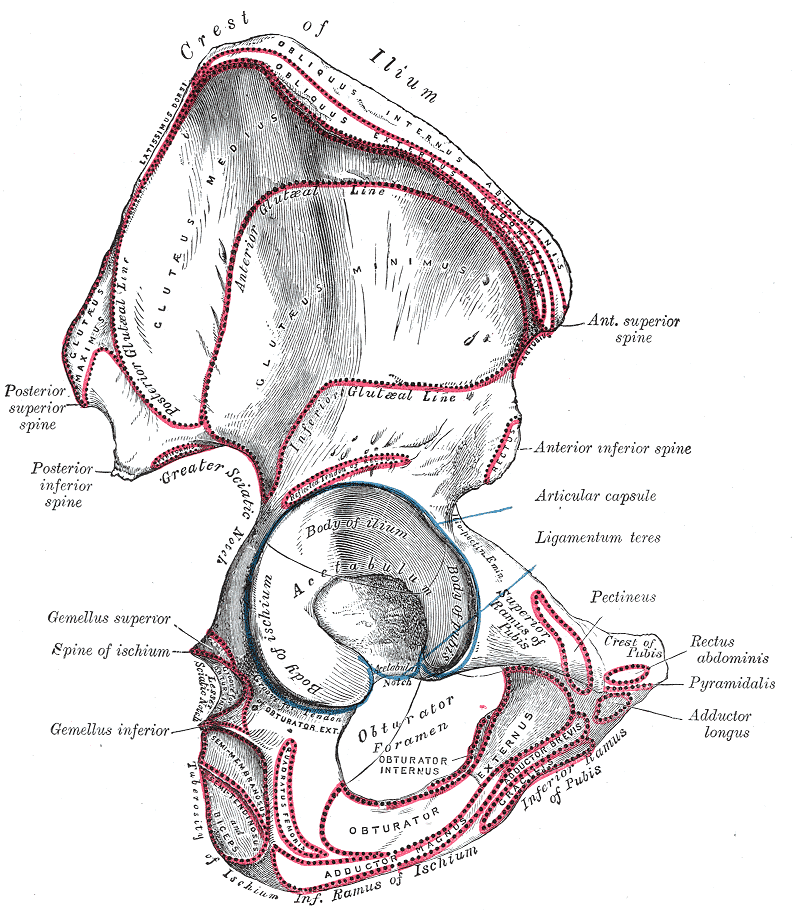
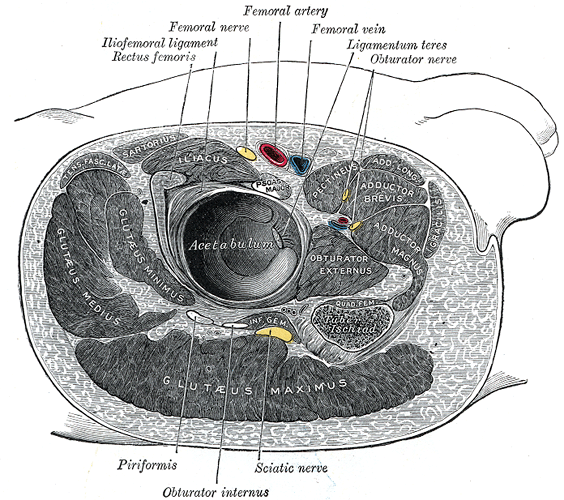
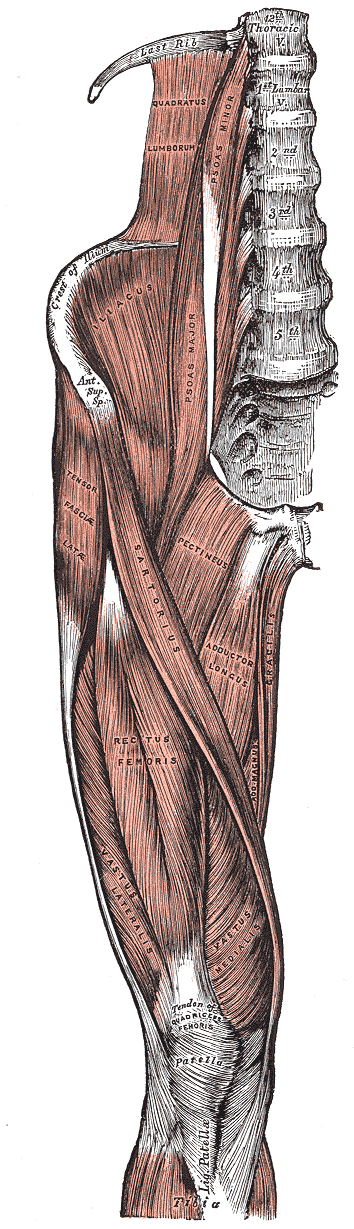
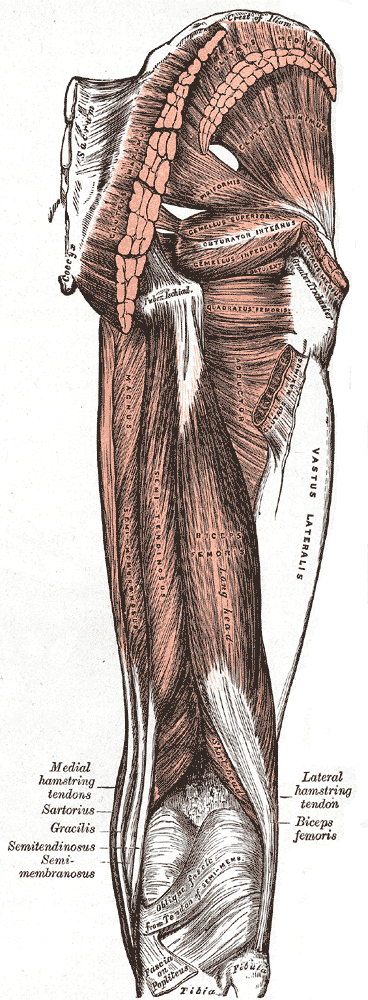
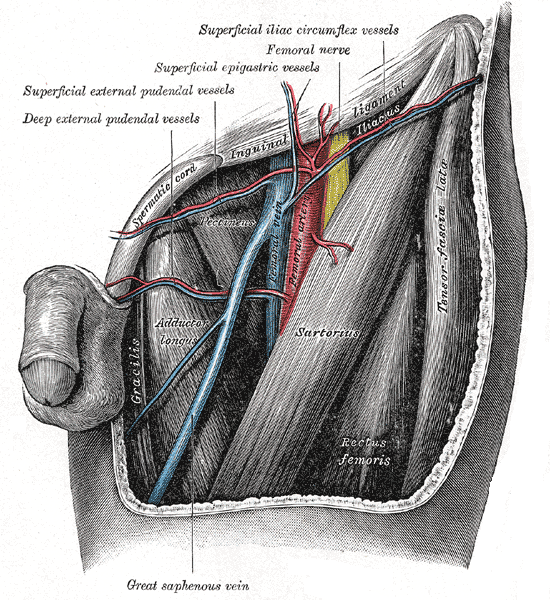
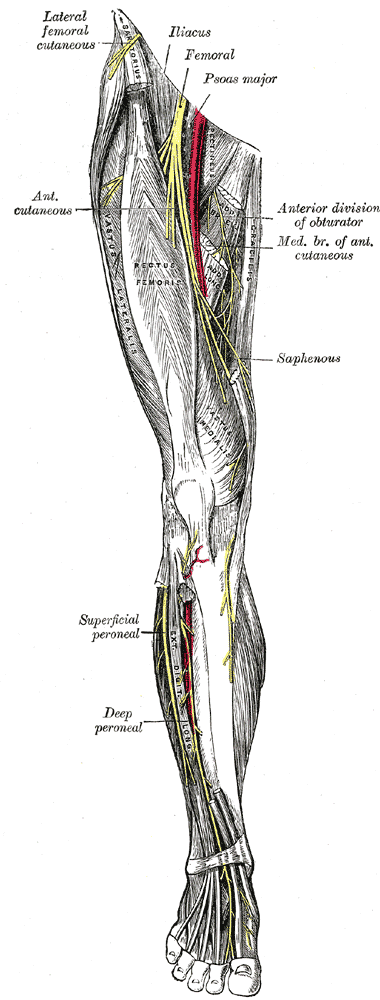
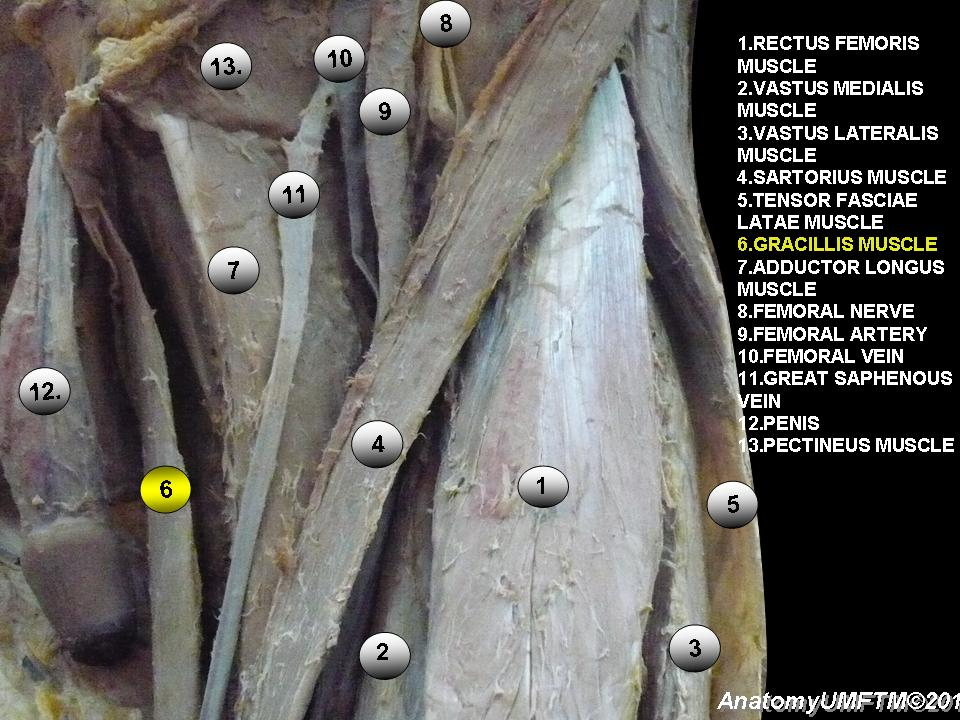
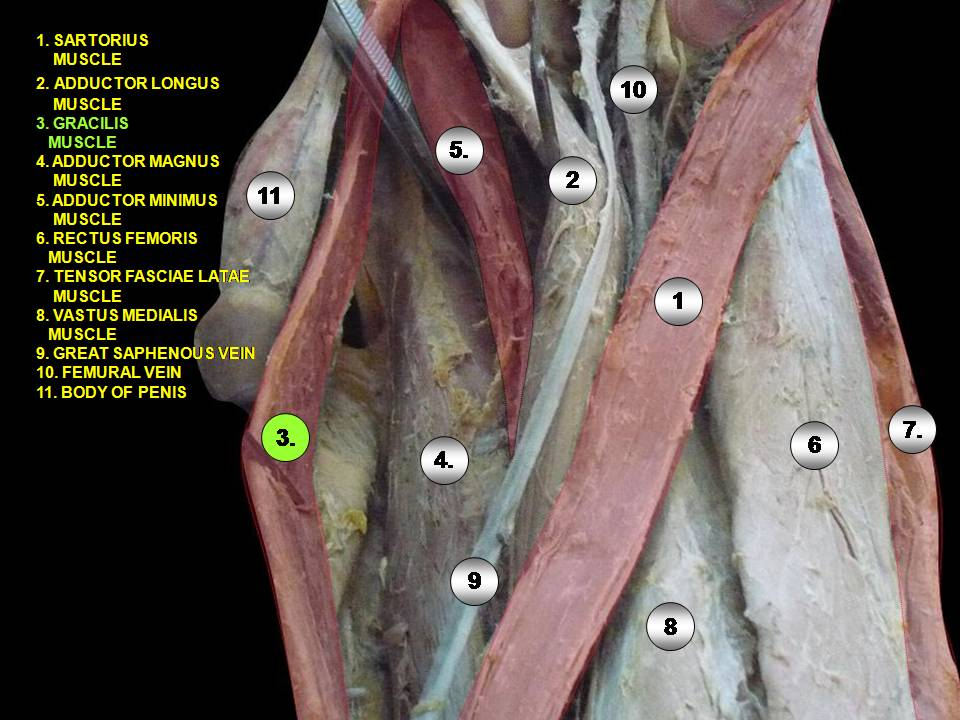
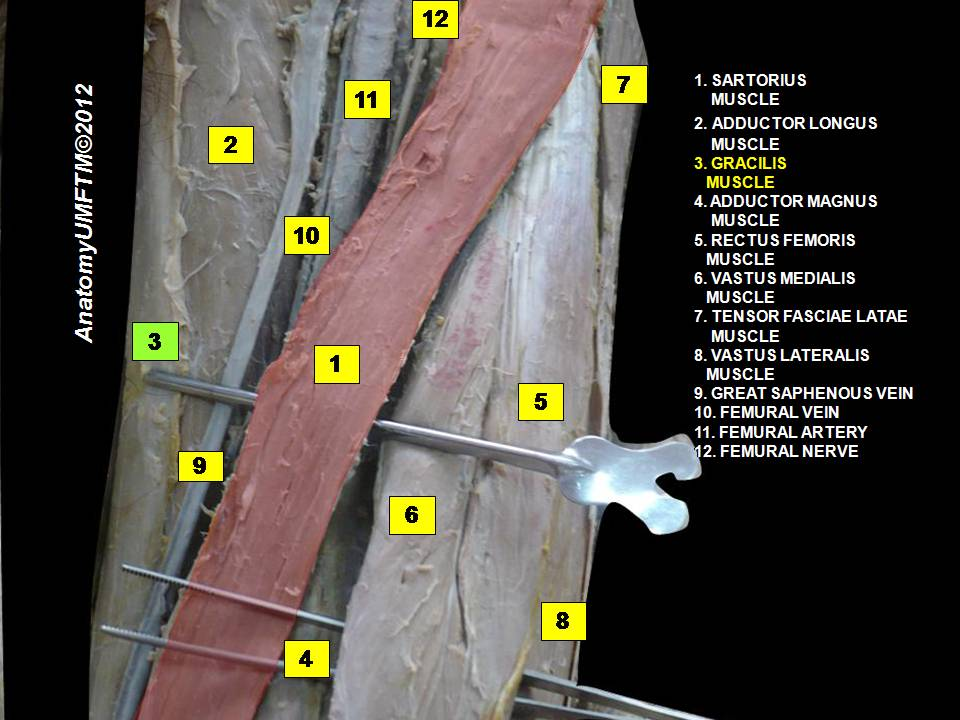
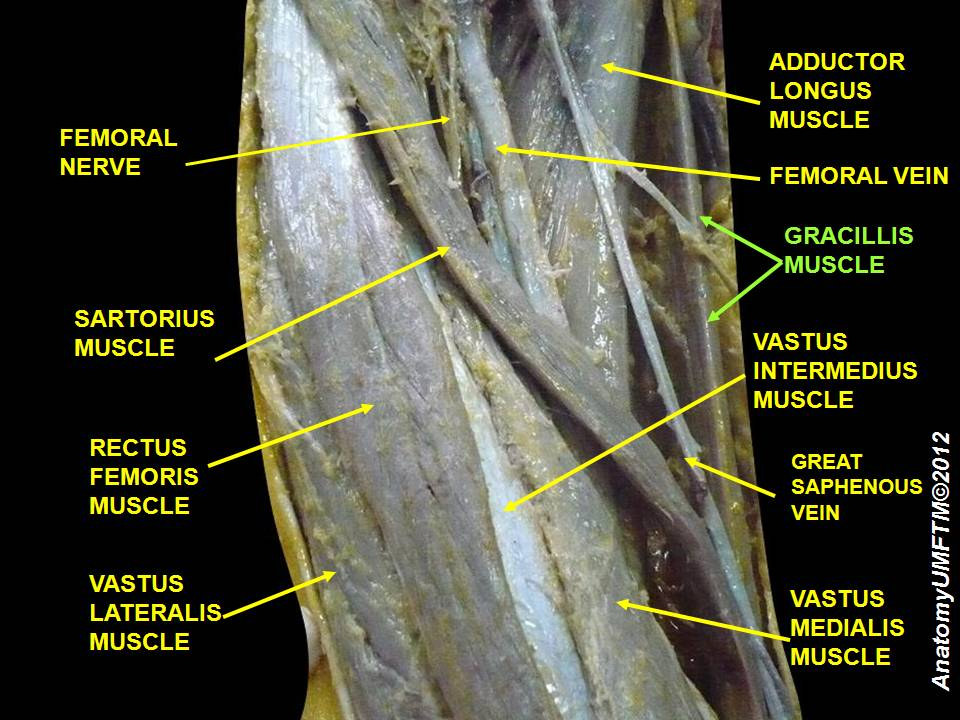
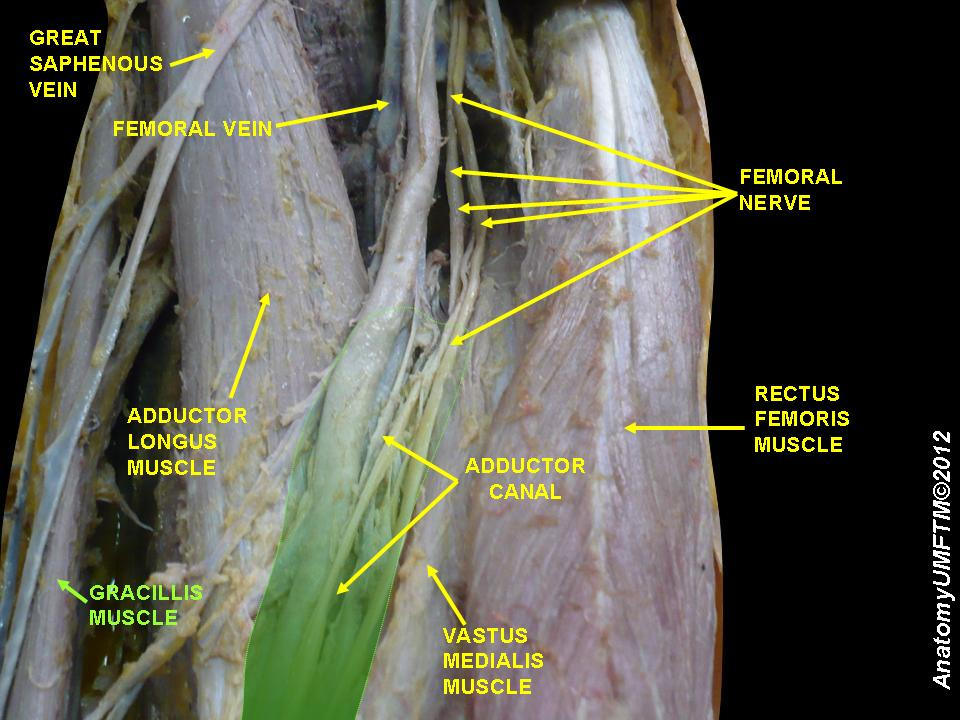
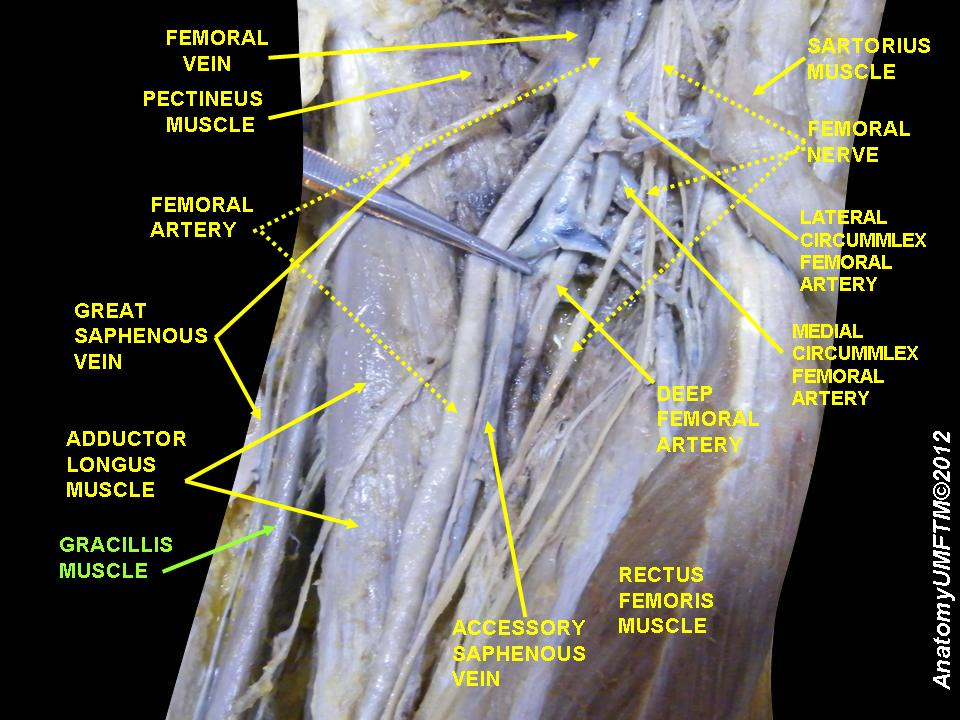
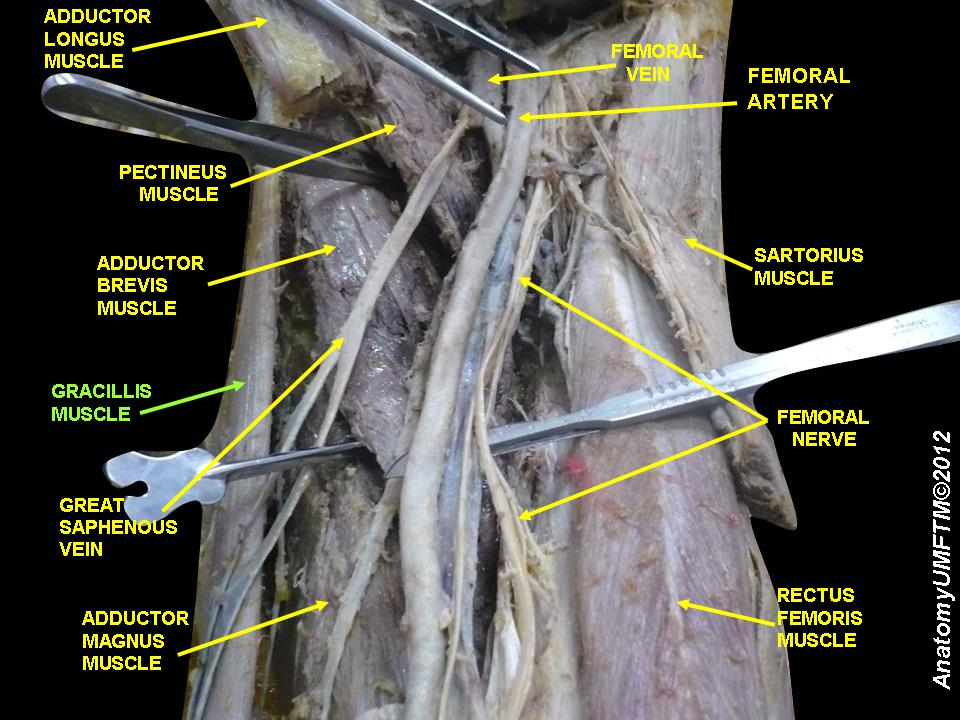
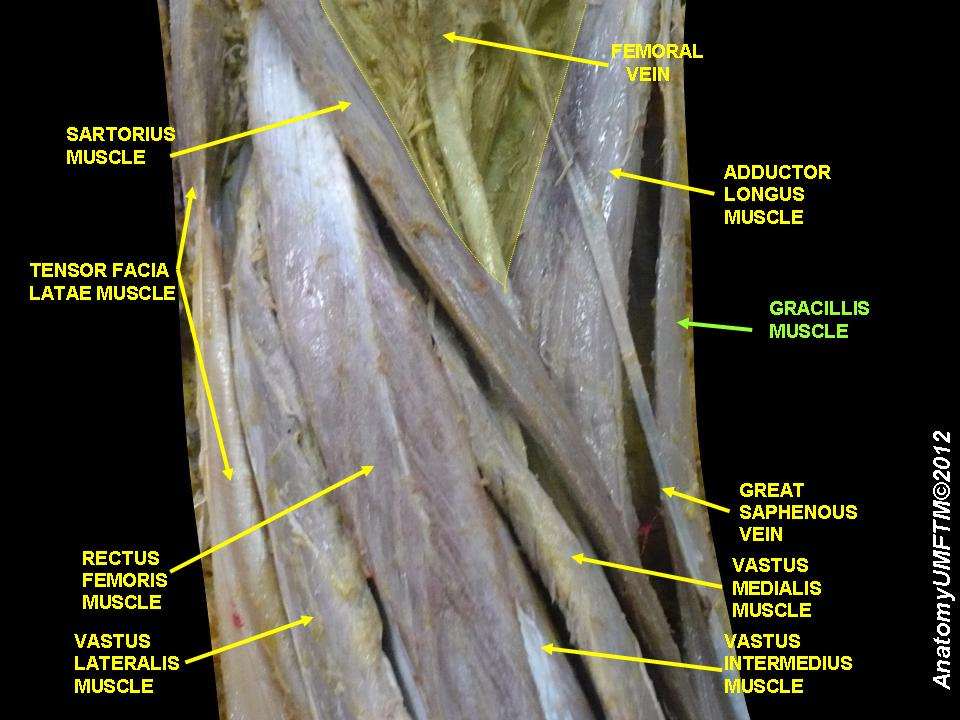
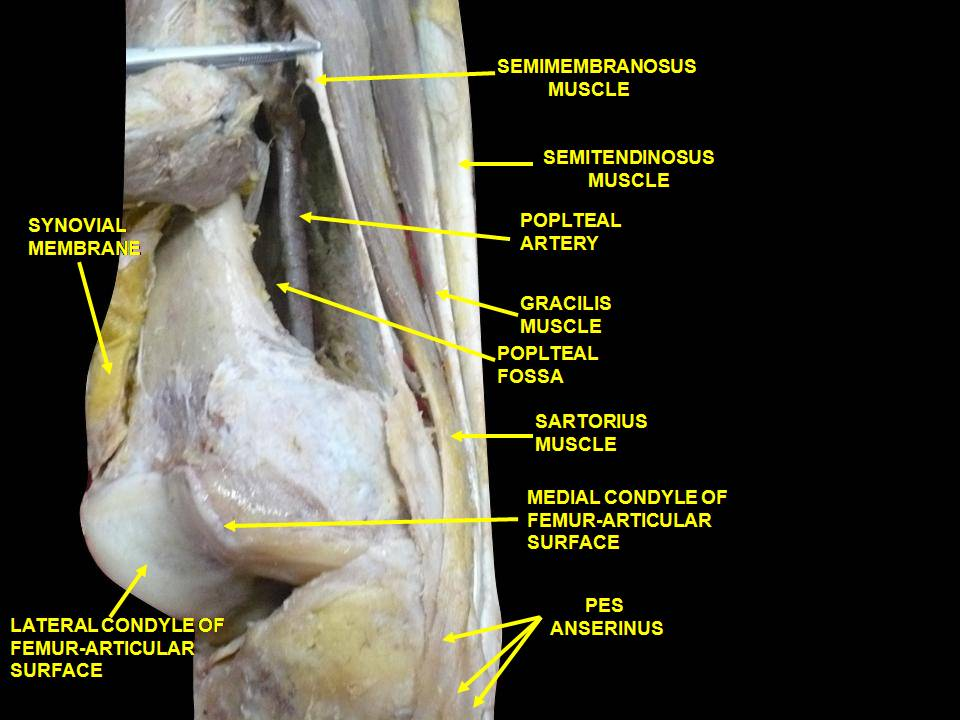
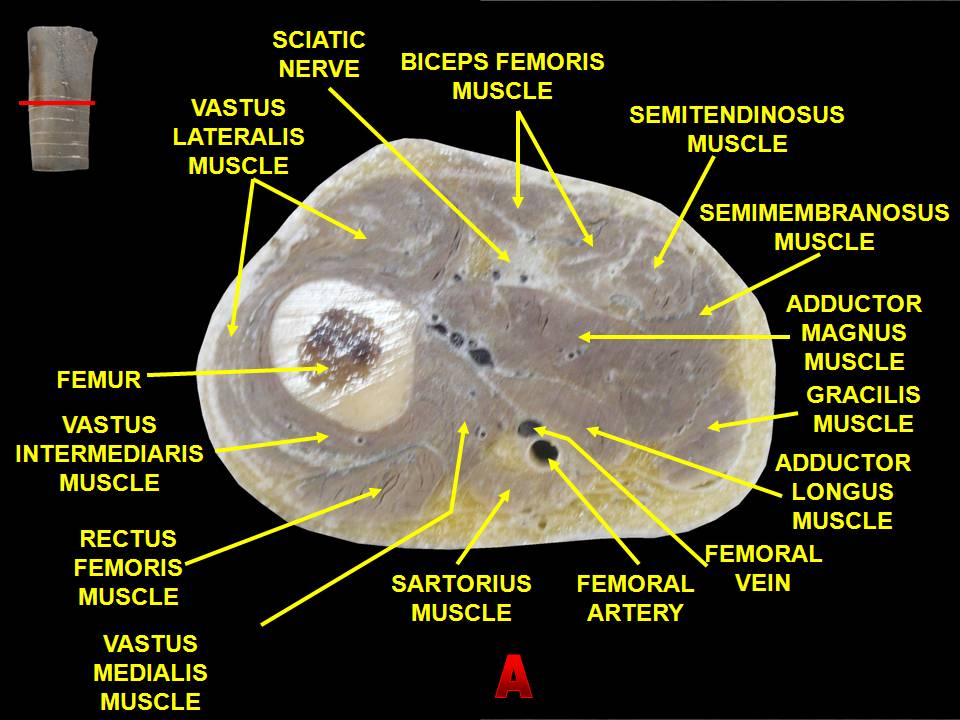